# 伊拉·馮·菲斯滕貝格
伊拉·馮·菲斯滕貝格（德語：Ira von Fürstenberg，1940年4月18日—2024年2月18日），德裔義大利演員、社交名流，出生於義大利羅馬。
她的父親是塔西洛·菲斯滕貝格，來自德國菲斯滕貝格家族；她的母親克拉拉·阿涅利則來自義大利阿涅利家族，飛雅特大股東賈尼·阿涅利是她的舅舅。她的弟弟埃貢·馮·菲斯滕貝格是一名時尚設計師。
1955年，菲斯滕貝格與德裔西班牙商人阿方索·霍恩洛厄-朗根堡結婚，兩人有兩個兒子：克里斯托夫（1956－2006）與胡貝圖斯（1959年出生）。